# NGC 7674
NGC 7674 é uma galáxia espiral barrada (SBbc) localizada na direcção da constelação de Pegasus. Possui uma declinação de +08° 46' 43" e uma ascensão recta de 23 horas, 27 minutos e 56,7 segundos.
A galáxia NGC 7674 foi descoberta em 16 de Agosto de 1830 por John Herschel. Está a uma distãncia de 400 milhões de anos-luz da terra, tem uma companheira menor conhecida como NGC 7674A.